# Dunajski kongres (1515)
Dunajski kongres leta 1515 je bilo srečanje, ki so se ga udeležili cesar Svetega rimskega cesarstva Maksimilijan I. in Jagelonca, brata Vladislav II., kralj Ogrske in Češke, in Sigismund I., kralj Poljske in veliki vojvoda Litve. Vladislav in Maksimilijan sta že pred tem leta 1506 sklenila vzajemni nasledstveni sporazum med Habsburžani in Jagelonci, ki je postal prelomnica v zgodovini Srednje Evrope. Po smrti Vladislava in pozneje njegovega sina in dediča Ludvika II. v bitki pri Mohaču leta 1526, ki ni imel otrok, je sporazum iz leta 1506 povečal moč Habsburžanov in zmanjšal moč Jageloncev.
Maksimilijana je proti jagelonskim vladarjem Litve, Poljske, Ogrske in Češke podpiral Vasilij III. iz Moskovske velika kneževine. Jageloncem so v tistem času grozili na vseh frontah: cesar, Rusi, Tevtonski viteški red pod Albertom Pruskim in Krimski Tatari. Rusi so leta 1514 osvojili Smolensk, zato je Maksimilijan sklical kongres, da bi utrdil svoje zahteve v Srednji Evropi. Ko so litovske in poljske sile v bitki pri Orši 8. septembra 1514 odločno premagale rusko vojsko, se je razmerje moči spremenilo.
Kongres se je začel v obmejnem mestu Bratislava (Pressburg ali Pozsony)
na Ogrskem, kjer so se Maksimilijanovi predstavniki srečali z Vladilslavom in Sigismundov in se dogovorili, da skupaj odidejo na Dunaj. 
Cesar je na kongresu obljubil, da bo opustil svojo podporo Moskvi proti Poljski in Litvi in arbitriral v sporih med Poljsko in Tevtonskim viteškim redom skladno z določili Drugega Torunjskega sporazuma iz leta 1466. Maksimilijan in Vladislav sta sklenila, da bosta vzajemni nasledstveni sporazum potrdila z dvojno poroko: Vladislavov edini sin Ludvik se je poročil s cesarjevo vnukinjo Marijo, nadvojvoda Ferdinand pa z Vladislavovo hčerko Ano. Habsburške možnosti za nasledstvi na Ogrskem in Češkem so se s porokama precej okrepile. 
Vladislav je umrl 13. marca 1516, Maksimilijan pa 12. januarja 1519. Njegov dogovor se je pokazal za uspešnega: po Ludvikovi smrti leta 1526 je Maksimilijanov vnuk, cesar Svetega rimskega cesarstva Ferdinand I. nasledil Kraljevino Češko.

## Sklic
1. ↑  ""Panonnian Renaissance: The Hunyadis and the Jagiello Age (1437-1526)" Encyclopaedia Humana Hungarica

## Vir
- Oskar Halecki (1952). Borderlands of Western Civilization: A History of East Central Europe. ISBN 0-9665734-8-X.